# Café Zimmermann

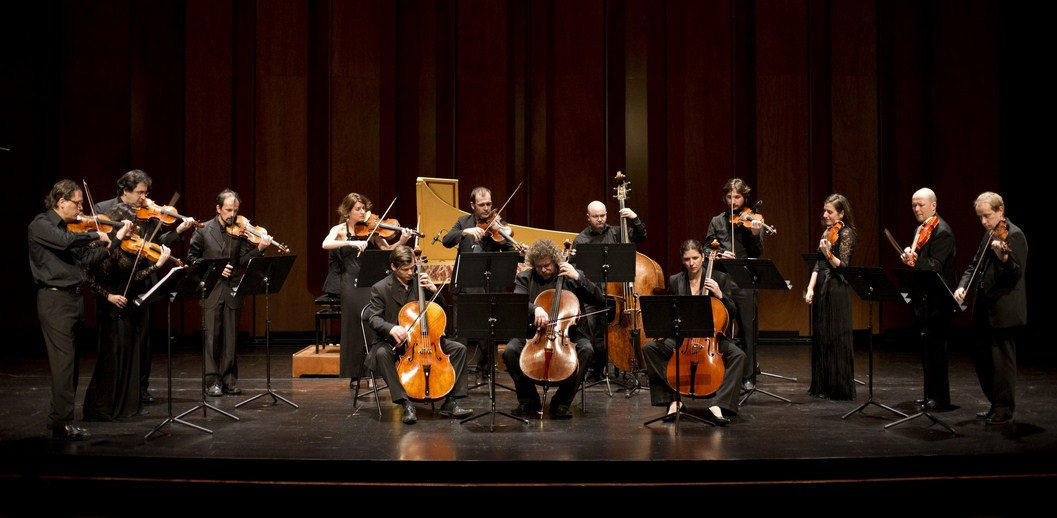
Concierto del 19 de enero de 2012.

Café Zimmermann es un conjunto musical de Francia fundado en 1998 por el violinista Pablo Valetti y la clavecinista Céline Frisch. Reúne a músicos que se esfuerzan por reactivar la emulación artística que se produjo en el ámbito del establecimiento de Gottfried Zimmermann en Leipzig en el siglo XVIII, la cafetería Zimmermann. El Conjunto invita regularmente a artistas como Gustav Leonhardt, las sopranos Roberta Invernizzi y Sophie Karthäuser, el contratenor Dominique Visse, o el coro de cámara de Les Eléments.
La cafetería Zimmermann de Leipzig fue célebre por tratarse del lugar donde se estrenaron muchas cantatas profanas y obras instrumentales de Johann Sebastian Bach. Desde 1720 alojó el Collegium Musicum, fundado por el compositor alemán Georg Philipp Telemann como estudiante de derecho en 1702 y posteriormente dirigido por Bach entre 1729 y 1739. En esos años era una cafetería ampliamente conocida en Leipzig y el centro de reunión de la clase media local.
El conjunto de música barroca Café Zimmermann actúa en salas de concierto y festivales internacionales, tales como la Cité de la musique, el Festival de Innsbruck, la Salle Gaveau, el Théâtre de la Ville, etc, tratando de descubrir al público la música del siglo XVIII. Desde su creación, las grabaciones del Café Zimmermann han recibido gran número de distinciones de la crítica especializada.
Café Zimmerman está en residencia en el Grand Théâtre de Provence (Aix-en-Provence) desde el año 2011.

## Discografía
Las grabaciones de Café Zimmermann son publicadas por el sello Alfa.
- De 2001 a 2011: Conciertos con varios instrumentos: El proyecto reúne en un total de seis volúmenes la música orquestal de Bach. Cada volumen se presenta en la forma de un concierto con una mezcla de obras de colecciones diferentes. Los seis volúmenes han sido recompensados con 5 diapasons d'or.
- 2009: Dom Quichotte - Cantatas y conciertos cómicos, con Dominique Visse. Alfa 151
- 2007: Johann Sebastian Bach - Weltliche Kantaten BWV 30a y 207. Dirección: Gustav Leonhardt. Alfa 118
- 2005: J-H. D'Anglebert – J-B. Lully, Piezas de clavecín y Arias de Ópera. Alfa 074.
- 2002: Charles Avison, Conciertos en siete partes, hechos a partir de las lecciones de Domenico Scarlatti. Alfa 031
- 2001: Johann Sebastian Bach, Variaciones Goldberg, 14 cánones. Alfa 014.